# Hedemoraäpple
Hedemoraäpple är en äppelsort med ursprung i Hedemora, Dalarnas län. Sorten beskrevs första gången på en trädgårdsutställning 1913, och namngavs på Dalarnes trädgårdsodlareförbunds vintersammanträde 20 februari 1916. Äpplet ingår i Nordiska genbankens klonarkiv, via Gamla Stabergs barockträdgård.

## Historik
Hedemoraäpple har sin grund i en äppelplanta skomakaren C E Sjöberg hittat när han slog en hage med lie 1886. Sjöberg planterade plantan i sin trädgård på Nibbleåsen, södra Åsgatan, i Hedemora. 1892 gav trädet frukt första gången. Fram till ungefär 1900 gav trädet frukt vartannat år. Vid denna tid började Sjöberg gödsla, varpå det sedan gav frukt varje år. Idag finns omkring 100 träd av Hedemoraäpple, dock har det ursprungliga trädet sågats ner.

## Beskrivning
Till utseendet påminner Hedemoraäpple om Royal Gala. Frukten är medelstor, med största bredden över mitten. Formen är oregelbundet rund, ibland med söm. Hudens bottenfärg är halmgul, ofta med ett stort antal rostfärgade eller gröna prickar. Täckfärgen består av röda strimmor på solsidan. Skaftet är kort och kraftigt, ofta med svulst. Foderhålan är grund, med slutet foder. Kärnhuset är medelstort och kärnorna ljusbruna.
Frukten mognar i oktober och håller sig till januari, med bäst smak runt jul. Plockat har äpplet kort hållbarhet, endast cirka 14 dagar. Det betraktas som en hushållsfrukt, som duger att ätas, men gör sig bäst i bakverk och äppelmos.
Trädet är härdigt och har ett starkt och fast grenverk. Skotten mognar av tidigt och blomningen sker relativt sent.